# Dominio di Chantilly
Costituito nel Medioevo e ingrandito nei secoli successivi, il dominio di Chantilly è composto da un vasto insieme di 7830 ettari di terreno appartenenti dal 1897 all'Institut de France. Esso comprende attualmente 15 comuni del dipartimento dell'Oise e della Val-d'Oise. Esso è composto dal castello di Chantilly, dalla sua collezione di opere d'arte raccolte nel musée Condé, dal suo parco e da una foresta (la foresta di Chantilly), nonché da tutti gli edifici e monumenti storici, terre agricole e giardini che comprendevano l'antica tenuta. Questo insieme è protetto dal governo dal 1960.

## Storia del dominio

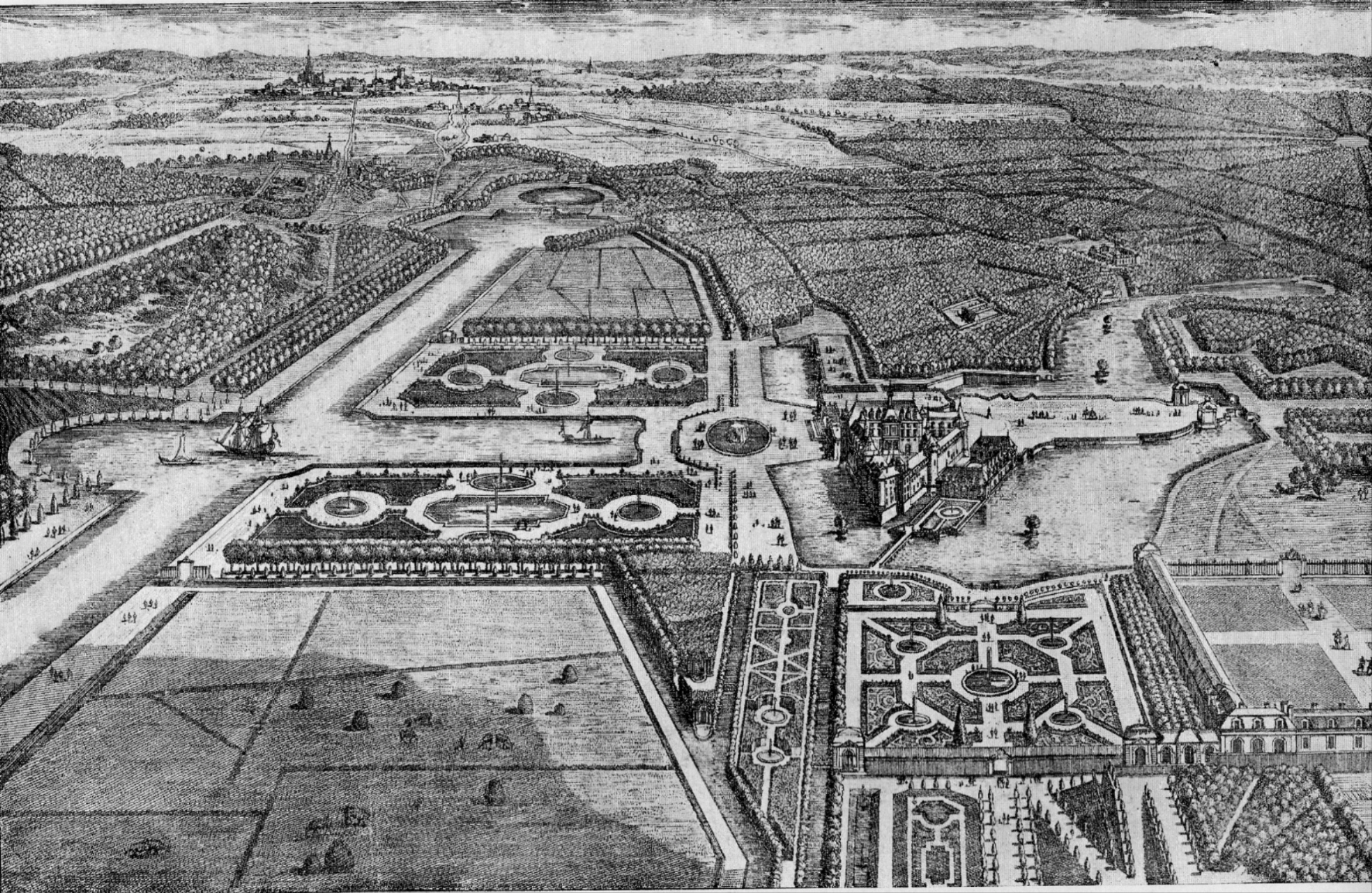
Il dominio di Chantilly nel XVII secolo

Dal 1386 al 1897, il dominio di Chantilly (dapprima feudale e poi onorifico) passò in eredità senza mai essere venduto, a differenti rami della medesima famiglia. Dagli Orgemont (XIV - XV secolo), ai Montmorency (XV - XVII secolo), una delle più ricche famiglie del regno, che contribuirono ad un grande sviluppo del dominio nel suo complesso, in particolare grazie all'interessamento del conestabile Anne de Montmorency. Amico di Francesco I di Francia e di Enrico II di Francia, fece costruire su progetto di Jean Bullant un piccolo castello a suo uso. Passò quindi ai Borbone-Condé (XVII - XIX secolo), cugini dei re di Francia. Il più celebre fu sicuramente Luigi II, il Grand Condé che fece disegnare il parco del castello ad André Le Nôtre.
Il dominio venne posto sotto sequestro dal 13 giugno 1792 in applicazione alla Legge sugli Emigrati e venduto poi a lotti a privati. Una prima parte del terreno della tenuta venne venduto tra il 1793 ed il 1795: l'antico orto, il giardino delle cascate e tutti i terreni disponibili presso l'attuale rue du Connétable vennero venduti in questo frangente. Buona parte di queste prime alienazioni non tornarono mai più nella proprietà del castello, ma rimasero a privati anche dopo la Restaurazione. Un secondo lotto venne venduto nel 1798.
I principi tornarono a Chantilly con la Restaurazione borbonica in Francia, recuperando buona parte del parco e la totalità della foresta annessa. Alla morte dell'ultimo principe di Condé, suo nipote Enrico d'Orléans, duca d'Aumale, figlio di re Luigi Filippo, ereditò il dominio di Chantilly all'età di soli otto anni nel 1830. Egli avviò un'operazione di ricostruzione completa del «grand château», raso al suolo durante la Rivoluzione, grazie ad un progetto dell'architetto Honoré Daumet ed i lavori durarono dal 1875 al 1882; il suo intento era quello di installarvi la sua collezione di libri, dipinti, disegni, oggetti d'arte, ecc. L'operazione costò la considerevole somma per l'epoca di 5.360.000 franchi.
Nel 1886 il duca, rimasto senza eredi diretti viventi, legò il suo dominio di Chantilly all'Institut de France per testamento e non alla Francia. Fu lui a creare la Fondation d'Amale per proteggere, preservare e tutelare le opere contenute nel musée Condé e renderle nel contempo disponibili al pubblico dopo la sua morte, avvenuta il 17 aprile 1898.
Nel 2005, di fronte alle difficoltà di gestione dell'insieme da parte dell'Institut, si decise di creare una fondazione per la gestione degli elementi più importanti e prestigiosi del complesso (il castello, il parco e le grandi scuderie) e nacque così la «Fondation pour la sauvegarde et le développement du domaine de Chantilly». Venne fondata per iniziativa del suo principale finanziatore Karim Aga Khan IV col compito di sviluppare delle rendite tali che potessero curare il mantenimento del castello e di tutto il complesso in perpetuo.

## Il dominio attuale

### Il perimetro dellaFondation
La fondazione amministra oggi il castello ed il suo parco, oltre alle Grandes Écuries ed al loro Musée vivant du cheval. Oltre 20.000.000 di euro sono stati spesi sino ad ora per il restauro del castello e del parco. Questi lavori sono stati finanziati in parte grazie al Consiglio regionale della Piccardia, al Consiglio generale dell'Oise, allo Stato francese e tramite mecenati privati.

### Fuori dal perimetro dellaFondation
La gestione degli spazi restanti del complesso sono stati affidati dall'Institut de France ad enti esterni che con lui collaborano. Il dominio raggiunge infatti la strabiliante estensione di 7600 ettari di terreno totali, composti da:
- una foresta di 6344 ettari (2006), che si estende su tre comuni dell'Oise (per 5389 ettari) e tre comuni della Val-d'Oise (per 952 ettari)[5]. L'ensemble est géré par l'Office national des forêts sous la direction de l'Institut.
- 217 locazioni diverse. 55 abitazioni di cui 22 gratuite, 33 a pagamento. 15 edifici commerciali, 1 stazione commerciale comprendente al Ferme du Courtillet (comune di Vineuil-Saint-Firmin, 330 ettari)
- 5 concessioni: un hotel a 4 stelle ed il campo da golf Dolce (83 ettari), un polo club ad Apremont (119 ettari), il Golf de Chantilly (119 ettari), il terreno per il France Galop (60 ettari e 47 km di percorso in pista e nella foresta) ed il GIP per l'Ippodromo di Chantilly.

L'insieme del dominio assicura annualmente un giro d'affari di 3.500.000 di euro con un risultato netto di circa 1.500.000 di euro per i restauri di castello e parco.